# 売掛金
売掛金（うりかけきん）は、掛取引によって商品を販売した場合に将来代金を受領する権利（債権）をいう。このような債権を総称して売上債権というが、当該債権について手形を保有している場合には受取手形、そうでない場合には売掛金として区別される。勘定科目としては流動資産に区分される。

## 概要
掛取引とは、まず納品（商品の引渡し）が行われ、後日代金の決済が行われる取引である。売買契約成立後、納品すると売上債権（受取手形または売掛金）が発生し、その後に請求を行い、代金を回収（受領）したときに売上債権は消滅する。

## 日本における飲食店の売掛金
いわゆる水商売などで客のツケを従業員などが売掛として背負うもの。クラブのホステスなどが売掛を回収ができずに多額の借金を負うケースがあるほか、悪質なホストクラブなどでは客に払うことを強要することを前提とするケースもある。歌舞伎町のホストクラブでは売春防止法違反や殺人未遂事件、詐欺事件を惹起した店が出たことから、2023年以降、売掛金の制度を縮小させることとなった。